# Prali
Prali (occitano Praal) es una localidad italiana de la provincia de Turín, región de Piamonte,  con 278 habitantes.
Está situado en el Valle Germanasca, uno de los Valles Occitanos.  Limita con los municipios de Abriès (Altos Alpes), Angrogna, Bobbio Pellice, Perrero, Pragelato, Salza di Pinerolo, Sauze di Cesana y Villar Pellice.

## Evolución demográfica
| Gráfica de evolución demográfica de Prali entre 1861 y 2001 |
|                                                             |
| Fuente ISTAT - elaboración gráfica de Wikipedia             |

## Administración
| Periodo | Nombre               | Partido      |
| ------- | -------------------- | ------------ |
| 2004-   | Sandra Loredana Aglì | Lista cívica |